# Auslieferungs- und Rechtshilfegesetz
Das Auslieferungs- und Rechtshilfegesetz (ARHG) ist ein Gesetz der Republik Österreich, das die Aus- und Durchlieferung von Personen an einen anderen Staat zu Zwecken der Strafverfolgung regelt.
Ergänzend zu dem ARHG regelt das Gesetz über die justizielle Zusammenarbeit in Strafsachen mit den Mitgliedstaaten der Europäischen Union (EU-JZG) die Zusammenarbeit zwischen den Justizbehörden der Republik Österreich und jenen der anderen Mitgliedstaaten der Europäischen Union bei der Vollstreckung Europäischer Haftbefehle.

## Inhalt
Das ARHG enthält
- allgemeine Bestimmungen und Grundsätze (I. Hauptstück);
- die Auslieferung von Personen an einen anderen Staat zur Verfolgung wegen einer mit gerichtlicher Strafe bedrohten Handlung oder zur Vollstreckung einer wegen einer solchen Handlung verhängten Freiheitsstrafe oder vorbeugenden Maßnahme (II. Hauptstück);
- die Durchlieferung von Personen durch das Gebiet der Republik Österreich zu diesen Zwecken (III. Hauptstück);
- die Rechtshilfe in Strafsachen einschließlich der Verfahren zur Anordnung vorbeugender Maßnahmen und zum Ausspruch einer vermögensrechtlichen Anordnung sowie der Angelegenheiten der Tilgung und des Strafregisters, der Verfahren über die Entschädigung für strafgerichtliche Anhaltung und Verurteilung, der Gnadensachen und der Angelegenheiten des Straf- und Maßnahmenvollzuges auf Ersuchen einer ausländischen Behörde (IV. Hauptstück);
- die Übernahme der Strafverfolgung und der Überwachung auf Ersuchen einer ausländischen Behörde sowie die Vollstreckung ausländischer strafgerichtlicher Entscheidungen (V. Hauptstück);
- die Erwirkung der Auslieferung, der Durchlieferung, der Ausfolgung einer Person, die sich im Ausland befindet, der Rechtshilfe sowie der Übernahme der Strafverfolgung, der Überwachung und der Vollstreckung (VI. Hauptstück);
- die Bildung gemeinsamer Ermittlungsgruppen im Inland und im Ausland (VII. Hauptstück);
- Schlussbestimmungen (VIII. Hauptstück).

Die im ARGH enthaltenen Bestimmungen finden nur Anwendung, wenn in internationalen oder bilateralen Vereinbarungen nichts anderes bestimmt ist.

### Verbot der Auslieferung und Durchlieferung österreichischer Staatsbürger
§ 12 des ARHG verdeutlicht die zumeist angewendete internationale Praxis, dass eigene Staatsangehörige grundsätzlich nicht ausgeliefert werden.
Der Gesetzestext hierzu lautet:

„Eine Auslieferung österreichischer Staatsbürger ist unzulässig.

Abs. 1 steht der Zurückstellung eines den österreichischen Behörden von einer ausländischen Behörde zur Durchführung bestimmter Verfahrenshandlungen oder im Zusammenhang mit der Leistung von Rechtshilfe nur vorläufig übergebenen österreichischen Staatsbürgers nicht entgegen.“

Das Gleiche gilt für die Durchlieferung österreichischer Staatsbürger durch das Gebiet der Republik Österreich (§ 44 ARHG, Verfassungsbestimmung).

### Gegenseitigkeit
Eine der ersten Grundbedingungen für eine Auslieferung stellt § 3 dar. Dieser erlaubt eine Auslieferung nur unter der Voraussetzung, dass auch der ersuchende Staat einem gleichartigen österreichischen Ersuchen entsprechen würde. Zugleich stellt der Gesetzestext dieselbe Anforderung umgekehrt auch an österreichische Behörden (d. h., dass ein Auslieferungsersuchen von vornherein nicht gestellt werden darf, wenn keine Gegenseitigkeit besteht), allerdings mit einer Ausnahme, nämlich wenn ein Ersuchen aus besonderen Gründen dringend geboten erscheint (In diesem Fall ist der ersuchte Staat auf das Fehlen der Gegenseitigkeit hinzuweisen).
Der Gesetzestext hierzu lautet:

„Einem ausländischen Ersuchen darf nur entsprochen werden, wenn gewährleistet ist, daß auch der ersuchende Staat einem gleichartigen österreichischen Ersuchen entsprechen würde.

Ein Ersuchen nach diesem Bundesgesetz darf von einer österreichischen Behörde nicht gestellt werden, wenn einem gleichartigen Ersuchen eines anderen Staates nicht entsprochen werden könnte, es sei denn, dass ein Ersuchen aus besonderen Gründen dringend geboten erscheint. In diesem Fall ist der ersuchte Staat auf das Fehlen der Gegenseitigkeit hinzuweisen.

Ist die Einhaltung der Gegenseitigkeit zweifelhaft, so ist hierüber eine Auskunft des Bundesministers für Justiz einzuholen.

Einem anderen Staat kann im Zusammenhang mit einem Ersuchen nach diesem Bundesgesetz die Gegenseitigkeit zugesichert werden, wenn eine zwischenstaatliche Vereinbarung nicht besteht und wenn es nach den Bestimmungen dieses Bundesgesetzes zulässig wäre, einem gleichartigen Ersuchen dieses Staates zu entsprechen.“

### Todesstrafe
§ 20 des ARHG schließt eine Auslieferung für eine strafbare Handlung, die in dem ersuchenden Land mit der Todesstrafe geahndet werden kann, aus, es sei denn, das ersuchende Land gewährleistet, dass die Todesstrafe nicht ausgesprochen werden wird.
Der Gesetzestext hierzu lautet:

„Eine Auslieferung zur Verfolgung wegen einer nach dem Recht des ersuchenden Staates mit der Todesstrafe bedrohten strafbaren Handlung ist nur zulässig, wenn gewährleistet ist, dass die Todesstrafe nicht ausgesprochen werden wird.

Eine Auslieferung zur Vollstreckung der Todesstrafe ist unzulässig.

Die Bestimmungen der Abs. 1 und 2 sind auch auf Strafen oder vorbeugende Maßnahmen, die den Erfordernissen des Art. 3 der Konvention zum Schutze der Menschenrechte und Grundfreiheiten, BGBl. Nr. 210/1958, nicht entsprechen, sinngemäß anzuwenden.“

### Strafunmündige
Eine Auslieferung von Strafunmündigen wird vom ARHG mit § 21 ausgeschlossen.
Der genaue Gesetzestext hierzu lautet:

„Eine Auslieferung von Personen, die nach österreichischem Recht oder nach dem Recht des ersuchenden Staates zur Zeit der Tat strafunmündig waren, ist unzulässig.“